# فرانک لیواک
فرانک لیواک (استونیایی: Frank Liivak؛ زادهٔ ۷ ژوئیهٔ ۱۹۹۶) بازیکن فوتبال اهل استونی است.
از باشگاه‌هایی که در آن بازی کرده‌است می‌توان به باشگاه فوتبال ناپولی، باشگاه فوتبال سارایوو و باشگاه فوتبال فلورا تالین اشاره کرد.
وی همچنین در تیم‌های ملی فوتبال زیر ۲۱ سال استونی و استونی بازی کرده‌است.